# Bomolocha mesomelaena
Bomolocha mesomelaena là một loài bướm đêm trong họ Noctuidae.